# Cormorans sportifs de Penmarch
Les Cormorans sportifs de Penmarch sont un club de football français situé à Penmarch, dans le Finistère.
Le club penmarchais est créé le 15 novembre 1920. Depuis sa création, le club n'a pas changé de nom. Le club a connu la 3e division et la 4e division durant la fin des années 1970.

## Historique
Les Cormorans sportifs de Penmarc'h sont créés le 15 novembre 1920 sous l'autorité du maire radical-socialiste Pierre-Jean Lornicol.
Le club évolue trois saisons consécutives en troisième division, lors des saisons 1975-1976, 1976-1977 et 1977-1978, ainsi que deux saisons en quatrième division lors des saisons 1978-1979 et 1979-1980.

## Palmarès
| Compétitions nationales                                                                                                | Compétitions régionales                                                                                     |
| --- | --- |
| - Division 3 - Meilleur classement : 10e (en 1975-76) - Coupe de France - Meilleure performance : 8e tour (en 2002-03) | - Championnat de Division d'Honneur (Ouest) - Champion : 1974-75. - Coupe de l'Ouest - Finaliste : 1937-38. |

## Joueurs
- Loïc Kerbiriou
- Mahi Khennane
- Christophe Sagna

### Entraîneurs
- Mahi Khennane

### Autres références
1. ↑  Seuls les principaux titres en compétitions officielles sont indiqués ici.
2. ↑  Ludovic Le Signor, « Penmarc’h. Les Cormorans sportifs, un club de foot centenaire », sur www.ouest-france.fr, 4 mars 2020 (consulté le 9 octobre 2021)
3. ↑  « Penmarc'h. Pierre Boënnec, mémoire vivante des Cormorans », sur brest.maville.com, 12 avril 2018 (consulté le 9 octobre 2021)
4. ↑  Steven Lecornu, « Drôle de nom pour un club de foot : Penmarc’h, les Cormorans à l’abordage », sur www.letelegramme.fr, 8 juin 2021 (consulté le 9 octobre 2021)
5. ↑  « CS Penmarc'h Football », sur statfootballclubfrance.fr (consulté le 9 octobre 2021)